# Селья (остров)
Селья (норв. Selja) — небольшой остров на территории коммуны Селье фюльке Согн-ог-Фьюране, Норвегия.
Остров расположен в бухте Силдегапет, всего в 1 км к западу от посёлка Селье. Малонаселенный остров имеет около 5 постоянных жителей, которые перемещаются на лодках на материк с острова и обратно.
Остров известен там, что по преданию, он стал убежищем для бежавшей святой Суннивы, и где она умерла в конце X века. Сегодня, руины монастыря Sankta Sunniva kloster является единственным примечательным местом на острове. На острове также расположены пещера святой Суннивы и руины раннего собора.
На острове вырос норвежский художник Бернт Тунолд, где его родители занимались фермерством.

## История
В XI веке английскими бенедиктинскими монахами на северной стороне острова был основан монастырь св. Альбана. Пещера святой Суннивы и руины раннего (очень малого) собора также расположены на острове. Собор был предшественником старой Бергенской епархии.
Остров стал местом паломничества и резиденцией епархии Западной Норвегии, одной из трёх епархий Норвегии раннего христианского периода. Около 1070 года у пещеры, где умерла Суннива, был построен Михайловский собор. В 1070 году епископство было переведено в Берген, и святыни, связанные с Суннивой были перевезены в Берген.
За островом осталось большое религиозное значение. Так, последний крестовый поход в Норвегии начался здесь, в 1271 году. В 1305 году произошел пожар, в значительной степени разрушивший монастырь. Не ясно, как долго это место продолжало быть монастырём; вероятно, что монахи умерли в 1349 году от чёрной смерти. Монастырь был официально закрыт епископом в XV веке.
На сегодняшний день остались только развалины монастыря, в том числе башня высотой 14 метров. Селья до сих пор является местом паломничества. В день памяти Суннивы (8 июля), на острове проводятся ежегодная месса. Православная община Осло организует паломничество на остров один раз в два года.
Руины монастыря имеют статус национального памятника.
Организация Venner av Selja (Друзья Сельи) ставит перед собой цель защитить остров и монастырь, внеся его в список всемирного наследия ЮНЕСКО.

## Галерея

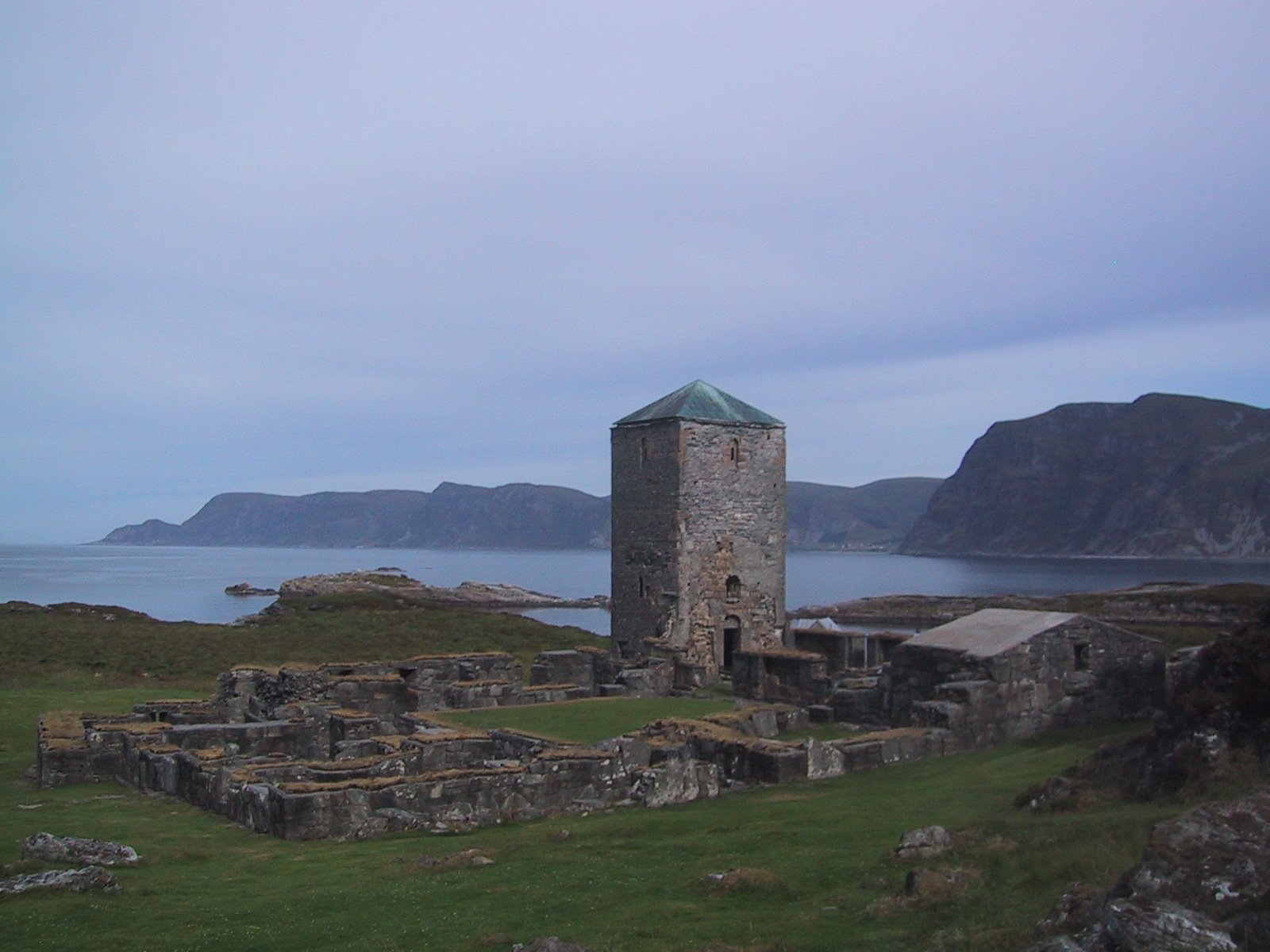
Вид на руины церкви на остове
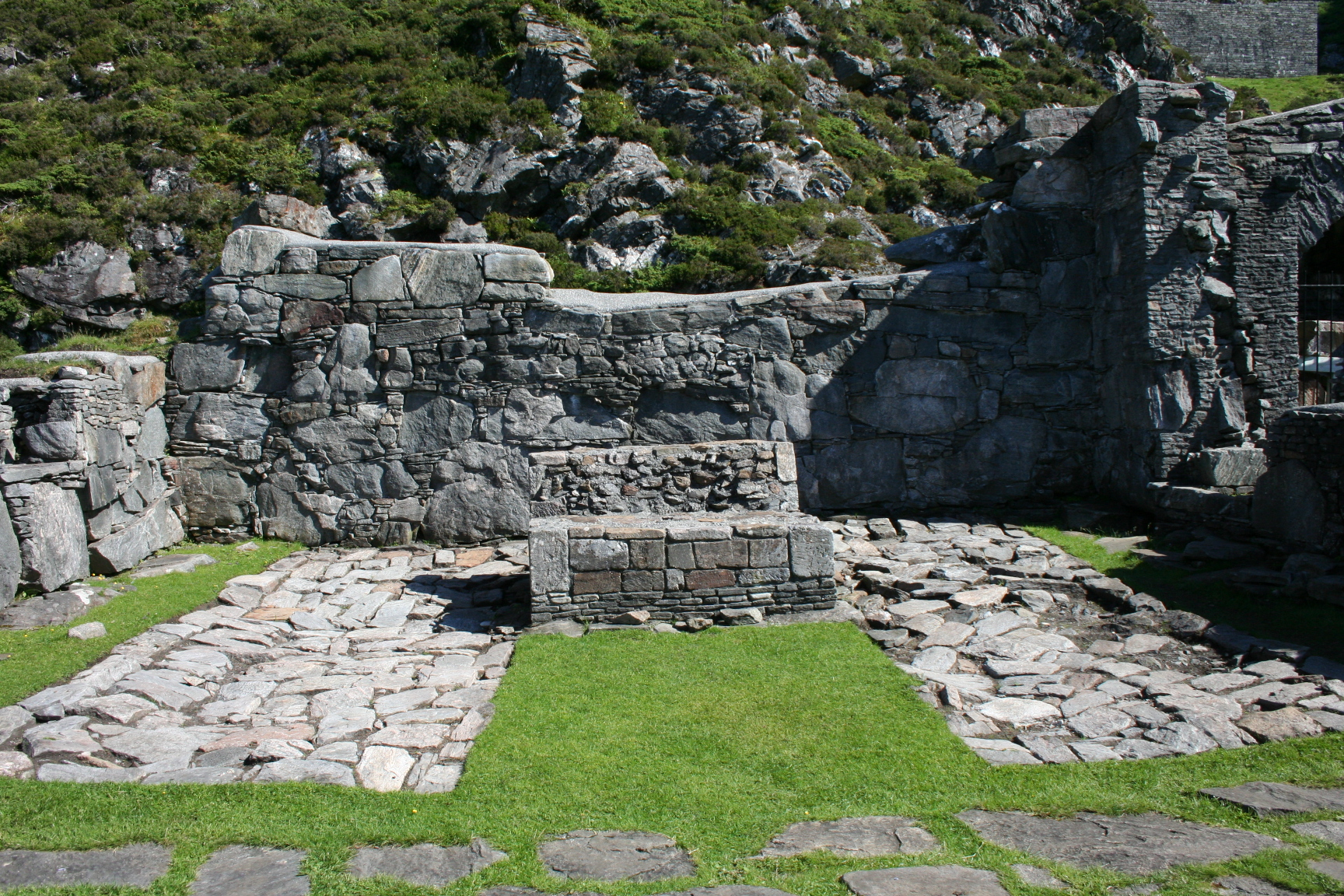
Алтарь Альбанской церкви
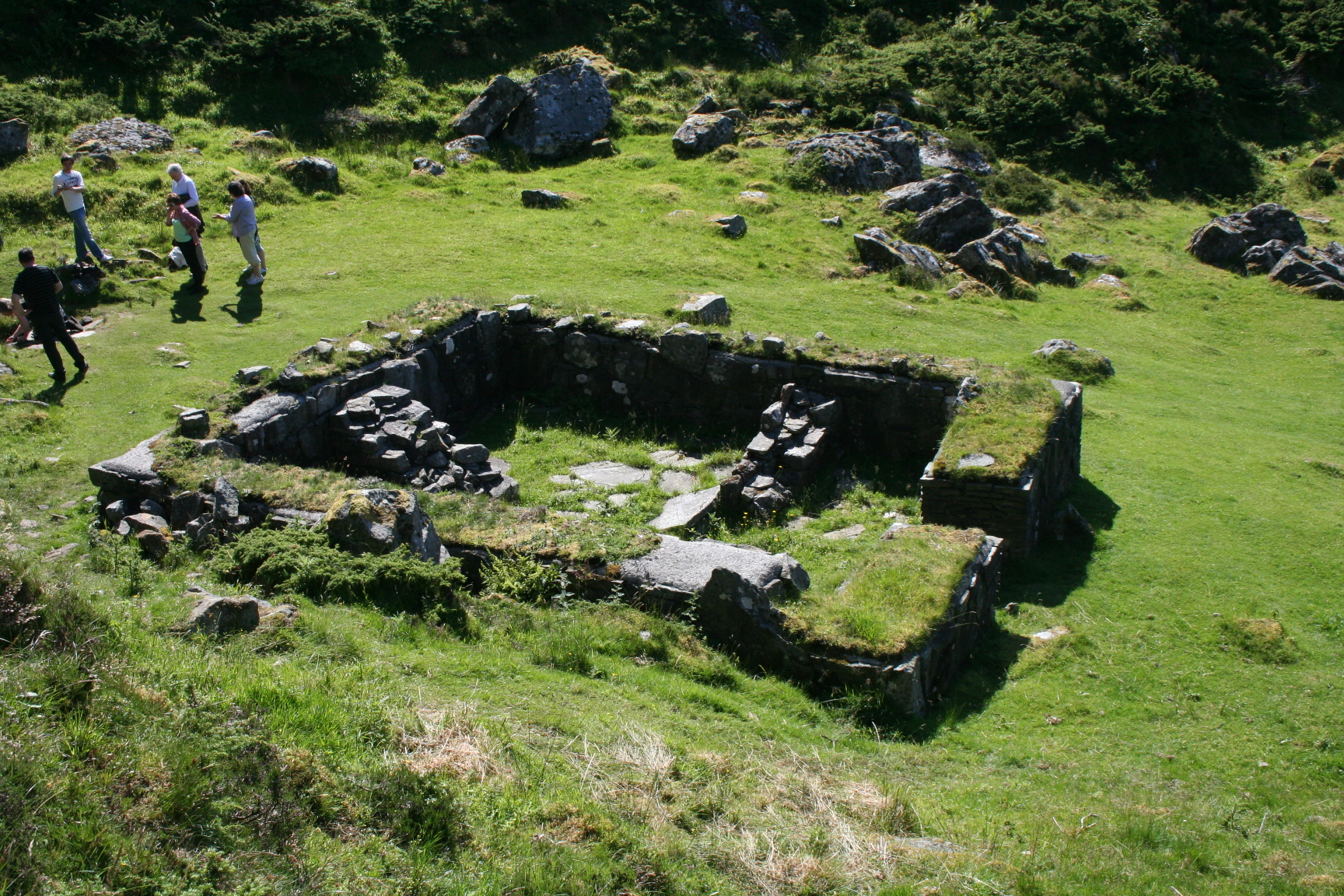
Кузница в аббатстве
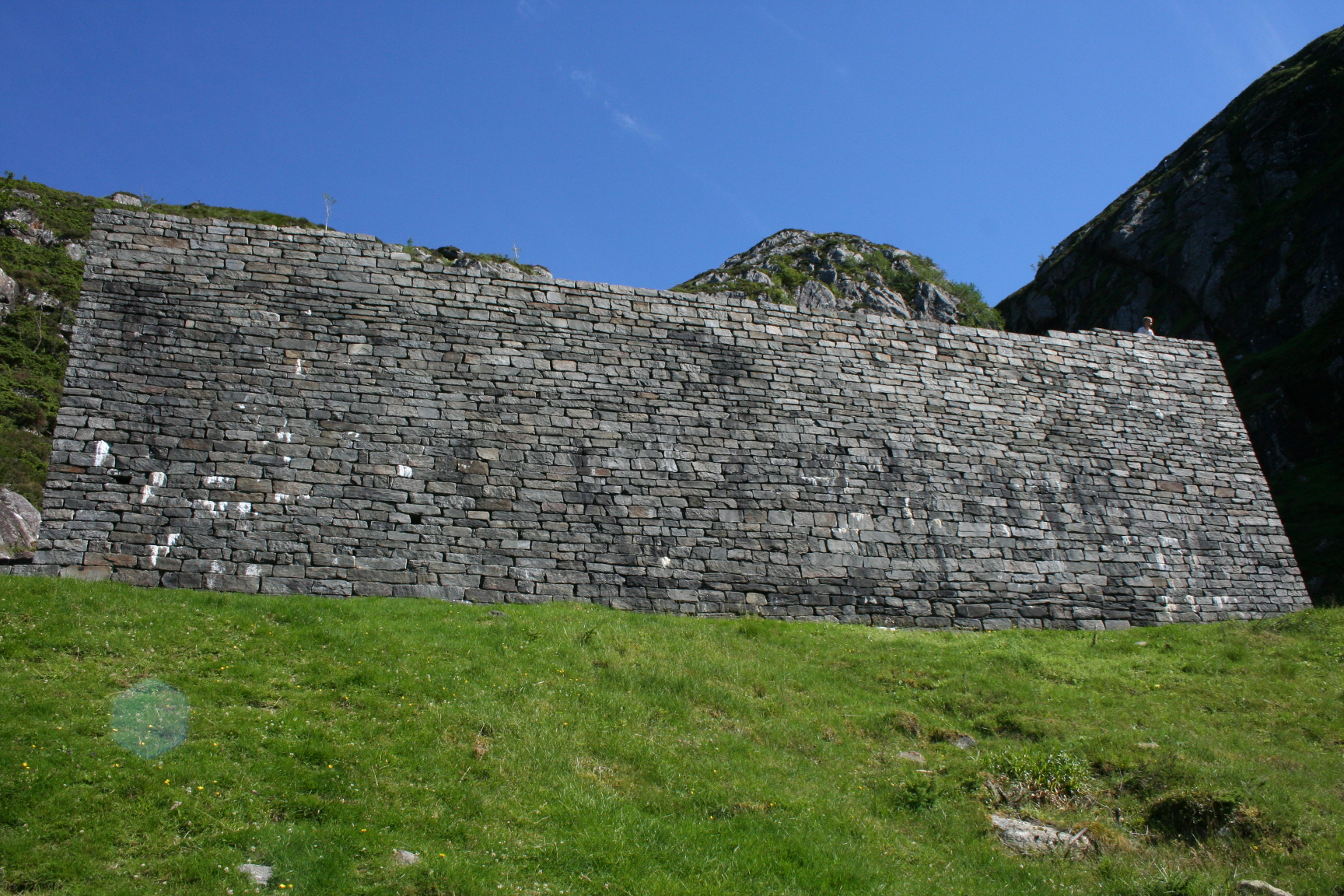
Стена перед церковью Суннивы
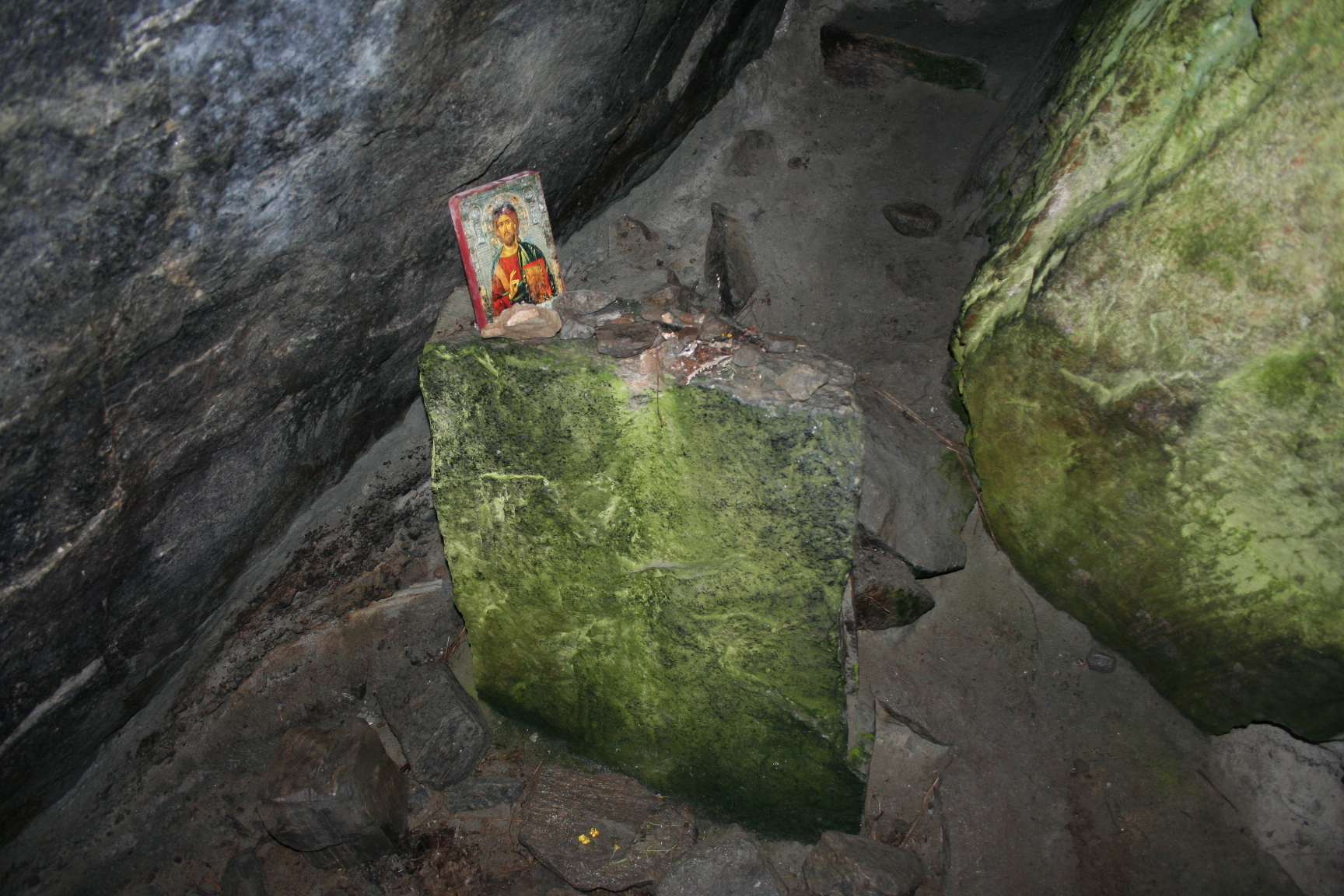
Алтарь Михайловской церкви
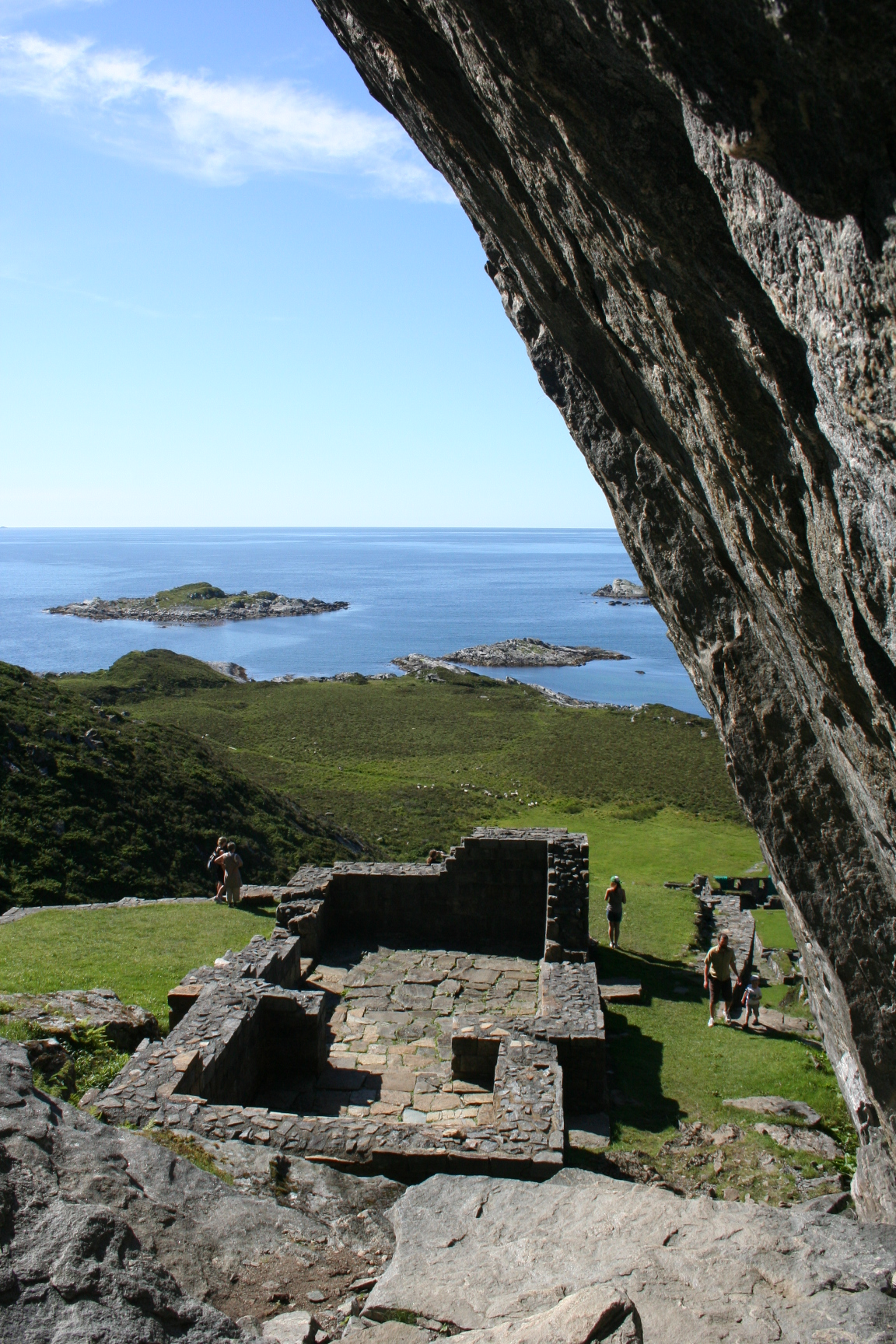
Клифф на входе Михайловской церкви
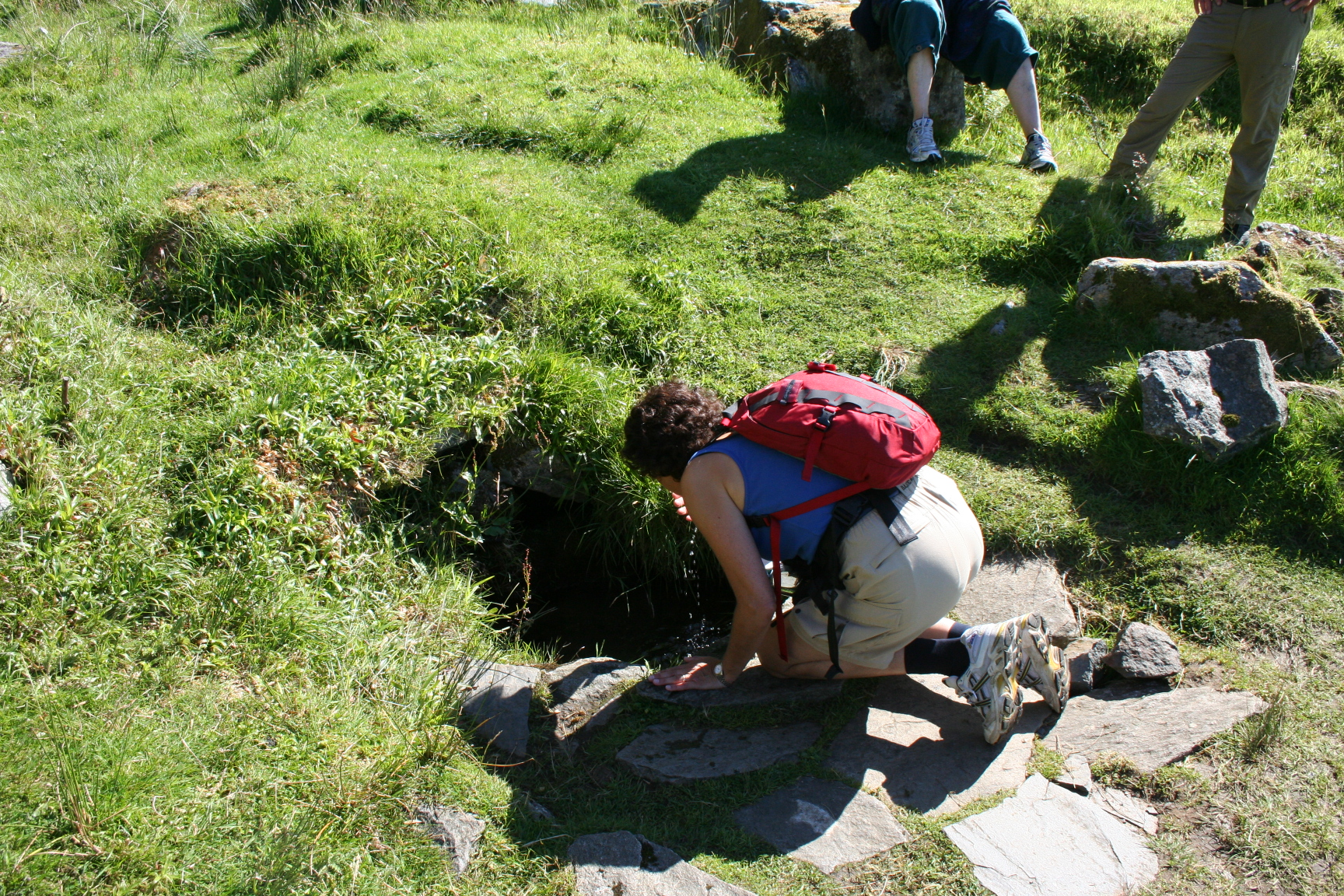
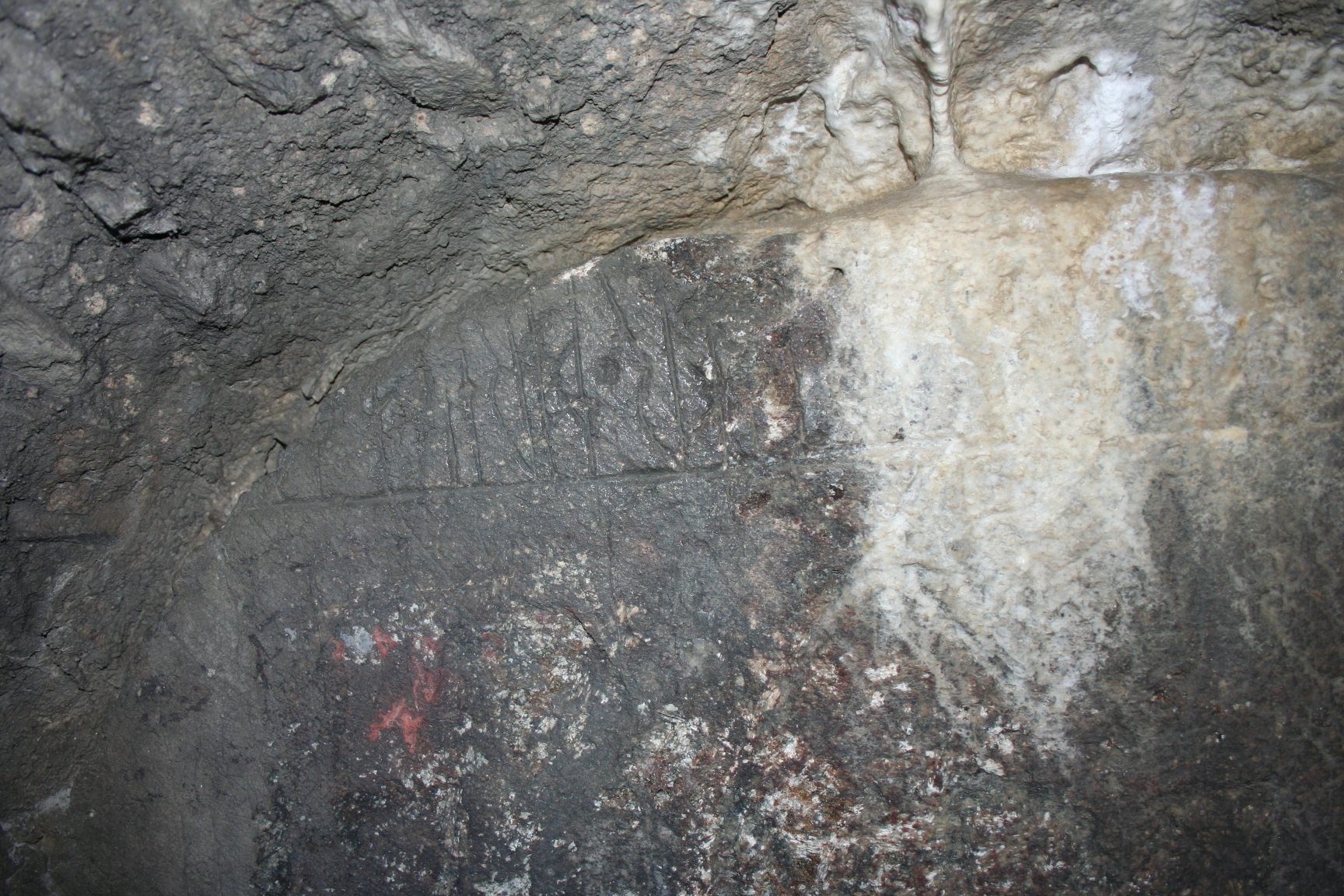
Рунический камень в башне аббатства
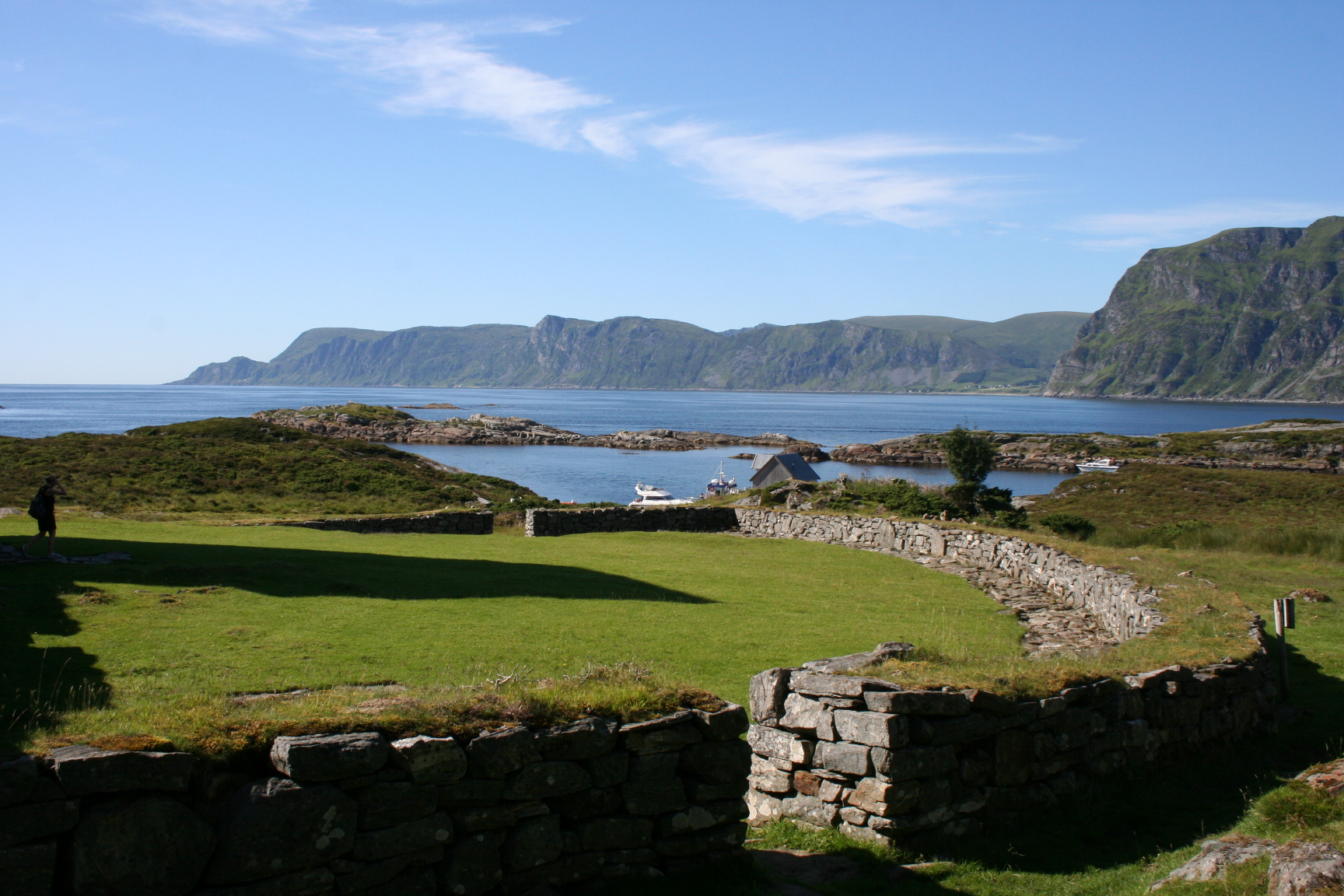
Двор церкви